# Mercedes Abrego de Reyes
Mercedes Abrego de Reyes (Cúcuta, 1770 ou 1775 — Cúcuta, 1813) foi uma heroína e mártir da independência da Colômbia. Foi executada pelos realistas.